# Cheiloneurus dumasi
Cheiloneurus dumasi är en stekelart som beskrevs av Girault 1932. Cheiloneurus dumasi ingår i släktet Cheiloneurus och familjen sköldlussteklar. Inga underarter finns listade i Catalogue of Life.